# Born to Make You Happy
Born To Make You Happy è un singolo della cantante statunitense Britney Spears, pubblicato il 6 dicembre 1999 come quarto estratto dal primo album in studio ...Baby One More Time.

## Descrizione
La canzone è stata scritta da Andreas Carlsson e da Kristian Lundin; è stata pubblicata in Germania il 6 dicembre 1999, mentre in Europa il 24 dicembre dello stesso anno. Il brano è stato registrato nel 1998, e nel Regno Unito, dove è stato pubblicato il 17 giugno del 2000, ha ottenuto un disco d’argento, così come in Francia. Ha ottenuto ulteriori certificazioni in Germania, come disco d’oro, e un disco di platino in Svezia e il 12 febbraio 2021 ha ottenuto disco d’oro in Inghilterra.

## Video musicale
Il video è stato diretto da Billie Woodruff. La clip è molto semplice e si vede il primo taglio di capelli corto di Britney. Il singolo ha venduto in tutto il mondo 3.673.000 di copie.
Il video inizia con un offuscamento della telecamera verso il bianco, che lascia notare un letto rosso su cui è distesa la cantante che sta dormendo, mentre a terra il pavimento è bianco e l'edificio è aerato da alcune tende alle finestre, che rendono l'atmosfera pura ed incontaminata. La ragazza sogna di trovarsi, con uno sfalsamento della camera dallo sfumato verso il nitido, all'interno d'un ambiente bluastro, con grandi finestre e dei supporti su cui inizia a cantare.
Nel frattempo la si vede anche con un altro spostamento dell'obiettivo, in cima alla terrazza d'un altro edificio, ballando con altri ragazzi vestita d'un top rosso di lattice ed una gonna nera anch'essa di lattice. Muove le gambe, torce il busto, fa dei movimenti con le braccia, mentre un altro offuscamento delicato la sposta all'interno dell'edificio iniziale, mentre canta vestita difatti di bianco.
Un giovane abbastanza aitante va verso di lei con una camicia sbottonata e aperta sul petto, rivelando la longilineità e la sensualità del proprio fisico. Britney è presumibilmente la ragazza del giovane, mentre continua a cantare, prima nell'edificio e poi di muovo sulla terrazza.
Queste scene sono intervallate dalla visione del ragazzo che le s'avvicina, e poi, mentre il gruppo continua l'altro stacchetto, lui l'avvinghia a sé e finiscono per darsi colpi di cuscinate per scherzo ed ilarità. Tutte le piume fuoriescono dai cuscini e si liberano nello spazio vuoto, riempiendo la stanza, mentre la Spears sognante sorride distesa con gusto e la telecamera inizia a dissiparsi nel buio.

## Tracce
UK CD Single (9250022)
1. Born to Make You Happy (Radio Edit) – 3:35
2. Born to Make You Happy (Bonus Remix) – 3:40
3. (You Drive Me) Crazy (Jazzy Jim's Hip-Hop Mix) – 3:40

UK Cassette Single (9250024)
1. Born to Make You Happy (Radio Edit) – 3:35
2. Born to Make You Happy (Bonus Remix) – 3:40
3. ...Baby One More Time (Answering Machine Message) – 0:21

Singapore Promo CD (ZOPRO 200002)
1. Born to Make You Happy (Radio Edit) – 3:35

Europe CD Single (9230062)
1. Born to Make You Happy (Radio Edit) – 3:35
2. Born to Make You Happy (Bonus Remix) – 3:40
3. (You Drive Me) Crazy (Jazzy Jim's Hip-Hop Mix) – 3:40
4. ...Baby One More Time (Answering Machine Message) – 0:21

German Promo CD-Single  (RTD199.3660.3)
1. Born to Make You Happy (Radio Edit) – 3:35
2. Born to Make You Happy (Bonus Remix) – 3:40
3. (You Drive Me) Crazy (Jazzy Jim's Hip-Hop Mix) – 3:40
4. ...Baby One More Time (Answering Machine Message) – 0:21

## Remixes
- Album Version — 4:05
- Instrumental — 4:05
- Radio Edit — 3:54
- Bonus Remix — 3:42

## Classifiche

### Classifiche settimanali
| Classifica (2000) | Posizione massima |
| ----------------- | ----------------- |
| Austria           | 8                 |
| Belgio (Fiandre)  | 5                 |
| Belgio (Vallonia) | 4                 |
| Finlandia         | 5                 |
| Francia           | 9                 |
| Germania          | 3                 |
| Irlanda           | 1                 |
| Italia            | 8                 |
| Norvegia          | 3                 |
| Paesi Bassi       | 6                 |
| Regno Unito       | 1                 |
| Spagna            | 16                |
| Svezia            | 2                 |
| Svizzera          | 3                 |

### Classifiche di fine anno
| Classifica (1999) | Posizione |
| ----------------- | --------- |
| Svezia            | 78        |
| Classifica (2000) | Posizione |
| Belgio (Fiandre)  | 70        |
| Belgio (Vallonia) | 56        |
| Francia           | 59        |
| Germania          | 36        |
| Paesi Bassi       | 79        |
| Regno Unito       | 32        |
| Svezia            | 38        |
| Svizzera          | 23        |